# Soziologische Gesellschaft in Wien
Die Soziologische Gesellschaft in Wien wurde 1907 auf Initiative von Rudolf Goldscheid gegründet und existierte bis 1934. Sie war die erste im deutschen Sprachraum. Anliegen der Vereinigung war, Soziologie als akademisches Studienfach zu etablieren und sie an den Schulen zum Bestandteil der politischen Bildung zu machen. Gründungsmitglieder waren neben Goldscheid Max Adler, Carl Grünberg, Wilhelm Jerusalem, Karl Renner, Ludo Moritz Hartmann, Lujo Brentano und Josef Redlich. Später traten auch Hans Kelsen, Ferdinand Tönnies und Alfred Vierkandt der Gesellschaft bei.
Nachweisbare Aktivitäten entfaltete die Gesellschaft bis 1927. Es wurden 160 Vortragsabende abgehalten, bei denen neben den Mitgliedern der Gesellschaft bedeutende Vertreter der frühen Sozialwissenschaften zu Wort kamen, wie Georg Simmel, Eduard Bernstein und Joseph Schumpeter. Nur zwei Jahre (1926/27) konnte die Gesellschaft eine eigene Schriftenreihe herausgeben, es erschienen insgesamt acht Hefte. Die Gründung der Gesellschaft gilt als „Initialzündung“, auch wenn in Österreich die Professionalisierung der Soziologie erst nach dem Zweiten Weltkrieg gelang.